# Придніпровська державна академія будівництва та архітектури
Навчально-науковий інститут "Придніпровська державна академія будівництва та архітектури" Українського державного університету науки та технологій — вищий навчальний заклад у м. Дніпро.

## Історія

### Катеринославський політехнічний інститут (1916—1921)
Після відкриття у середині 1880-х рр. в Катеринославі Брянського металургійного заводу і залізниці, яка сполучила Криворізький рудний і Донецький вугільний басейни, місто пережило «індустріальний вибух», що позначився на всіх сферах його життя. Так, з 1885 по 1915 р. стрімко зросла чисельність населення (з 41,8 до 225,4 тис. осіб); удвічі збільшилася територія міста; але навчальних закладів не вистачало. Місцева інтелігенція вела боротьбу за відкриття у місті нових вищих навчальних закладів, оскільки наявних — Вищого гірничого училища (перетвореного на інститут у 1912 р.) і Комерційного училища (яке мало всі підстави реорганізуватися в інститут) не вистачало, щоб підготувати фахівців вищої кваліфікації для промислового міста. Міська громада в 1916 р. активно обговорювала питання про відкриття у місті відразу чотирьох вишів — класичного університету, політехнічного, транспортного та сільськогосподарського інститутів. Першим, як стверджує краєзнавець В. С. Старостін, був реалізований проект політехнічного інституту, який розпочав свою роботу 31 січня 1917 р., але Статут закладу був підписаний міністром народної освіти Росії, графом П. М. Ігнатьєвим ще 5 квітня 1916 р. За суттєвою допомогою викладачів Катеринославського гірничого інституту та часткового використання його матеріально-технічної бази організатори Політехнічного інституту змогли налагодити роботу закладу та оголосити перший набір студентів уже в серпні 1916 р. Численні справи студентів першого набору Політехнічного інституту, що зберігаються у фонді р2065 Державного архіву Дніпропетровської області, датовані серпнем 1916 — січнем 1917 р. Всього у фондах архіву зберігається 2661 справа студентів і викладачів Приватного політехнічного інституту, які свідчать про його активну діяльність упродовж 1916—1921 рр. Через студентські і викладацькі справи можна прослідкувати еволюцію назви Приватного політехнічного інституту: у 1918 р. він знаний як Катеринославський єврейський науковий інститут, у 1919 р. — знову як Катеринославський політехнічний інститут, у 1920 р. — як Катеринославський державний політехнічний інститут тощо.
Усього в інституті протягом 1917—1920 рр. навчалося 1170 студентів (серед яких налічувалося 107 українців і росіян), хоча заяв було подано на половину більше (1479 —від євреїв, 131 — від українців і росіян). У складі інституту планувалося створити три факультети — електромеханічний, інженерний та економічний, але вдалося організувати і налагодити діяльність лише двох перших.
Багато викладачів поєднували роботув Гірничому інституті з викладанням у Політехнічному(Л. В. Писаржевський, І. Ю. Огієвецький, О. М. Динник, Я. І. Грдина, Г. Є. Євреїнов, Й. І. Танатар тощо). Директор Політехнічного інституту — С. А. Заборовський, який доклав неймовірних зусиль задля розвитку, піднесення і збереження довіреного йому закладу.
У квітні 1918 р. тривали обговорення нового статуту Єврейської академії (закладу, на який планувалося перетворити Політехнічний інститут). Зокрема, одностайно було вирішено запровадити максимальну автономію; розділити сфери діяльності Опікунської ради (яка мала керувати інститутом у фінансовому плані) і викладацької колегії (що відповідала б за навчальний процес); найвище управління інститутом у навчальному плані покласти на раду професорів (замість об'єднаного зібрання факультетів). У травні 1918 р. два представники інституту (декан І. Ю. Огієвецький та проф. С. Н. Бернштейн) були делеговані до Києва на З'їзд представників вищих навчальних закладів України. У тому ж місяці збори факультетів постановили відкрити математичний факультет в інституті. Директор С. А. Заборовський запропонував внести до Статуту пункти про право інституту присуджувати наукові ступені. Після обговорення збори постановили, що технічні факультети можуть присуджувати ступінь ад'юнкта, а факультети університетського типу — ступені магістра і доктора наук. Порівнюючи Статут ЄНІ зі Статутом Політехнічного інституту, слід відзначити, що в першому особам, які закінчили повний курс навчання, планувалося видавати дипломи з присвоєнням звання інженера-електрика (тим, хто закінчив електротехнічний факультет); інженера-будівельника (тим, хто закінчив інженерно-будівельне відділення інженерного факультету); інженера-технолога (після закінчення механічного факультету) й інженера-архітектора (після завершення навчання на архітектурному відділенні інженерного факультету), у той час як випускники Політехнічного інституту отримували лише посвідчення, після чого могли бути допущеними до випробувань на присвоєння звання інженера при відповідних урядових вищих навчальних закладах. Далі у Статуті ЄНІ стверджувалося, що особи із зазначеними званнями мають право керувати фабриками і заводами, споруджувати фабричні і заводські будівлі, виконувати будь-які будівельні роботи і розробляти проекти будь-яких будівель і споруд тощо; а також підкреслювалося, що випускники ЄНІ мають усі права, що й випускники урядових вищих навчальних закладів. Отже, зрозуміло, що Єврейський науковий інститут значно розширював можливості працевлаштування випускників порівняно з тією освітою, що надавалася Політехнічним інститутом.
27 березня 1919 р. на екстрених факультетських зборах було обрано комісію для підготовки доповідної записки про необхідність збереження незалежності ЄНІ (нагальна потреба таких дій виникла через постанову Комітету у справах вищих шкіл про об'єднання ВНЗ Катеринослава). 29 березня 1919 р. на засіданні було прийнято резолюцію з вищеокресленого питання, в якій зазначено: «Об'єднані збори факультетів, заперечуючи за ким-небудь моральне право позбавити єврейський народ своєї вищої школи, заявляють про необхідність зберегти Єврейський науковий інститут в м. Катеринославі як самостійну установу» (протокол № 56 від 29 березня 1919 р.). Ця резолюція була розіслана до всіх вишів міста і, ймовірно, цим Єврейський науковий інститут був урятований від злиття з іншими ВНЗ.
Інформація про діяльність інституту впродовж листопада 1919 р. — червня 1921 р. представлена в окремих особових справах викладачів і студентів, що зберігаються у Державному архіві Дніпропетровської області. У 1919 р. Катеринославська рада робітничих і червоноармійських депутатів видавала посвідчення викладачам ЄНІ, що вони є його працівниками. Є інформація, що у липні 1921 р. механічне та електротехнічне відділення Політехнічного інституту були приєднані до Катеринославського гірничого інституту. Проректором з навчальної роботи на новоприєднаних відділеннях став Г. Є. Євреїнов, який також очолив нову кафедру гірничої електротехніки. Доля інженерного відділення остаточно не з'ясована. Є припущення, що частина його викладачів (С. А. Заборовський, Г. С. Живовта ін.) і студентів перейшли до сформованого у 1921 р. Катеринославського вечірнього робітничого будівельного технікуму.

### Катеринославський вечірній робітничий будівельний технікум (1921—1930)
На вул. Великій Базарній (нині — Святослава Хороброго, 11) з 1921 р. навчалися студенти Катеринославського вечірнього робітничого будівельного технікуму. За роки свого існування технікум підготував близько 150 інженерів-будівельників. У Державному архіві Дніпропетровської області існує фонд «Катеринославський вечірній будівельний технікум». У ньому є окремі справи студентів, у яких зазначено місце і час навчання. Зокрема, студент «… Веремей 1915 р. вступив на політехнічні курси, що згодом перетворилися на Перший Катеринослав-Єврейський технікум, де він навчався до 1919 р. … В кінці 1923 р. вступив до Вечірнього робітничого Будівельного технікуму, де і навчався дотепер» (документ датований 30 червням 1929 р., фонд 265,оп. 1, спр. 1). Студенти П'ятов та Скороходов, які вступили до будівельного технікуму в 1917 та 1918 рр., відповідно, навчалися в ньому, за архівними даними, до12 липня 1924 р. Студенти Г. Попов та Д. Гітберг, які отримали дипломи в 1929 р., навчалися в Дніпропетровському вечірньому робітничому будівельному технікумі (інституті), до якого вступили у 1919 та 1917 рр. і закінчили у 1923 і 1924 рр. (фонд 265, оп. 1, спр. 3).Також  відомості про роботу Дніпропетровського вечірнього робітничого технікуму містяться в архівному фонді Придніпровської державної академії будівництва та архітектури.
Так, кілька наказів свідчать про напружений ритм роботи студентів та викладачів Катеринославського вечірнього робітничого будівельного технікуму. Він готував кадри для промислового будівництва на Придніпров'ї, широкий розмах якого відбувся на початку 1930-х рр. Тут будувався Дніпрогес, заводи «Запоріжсталь» та «Криворіжсталь», коксохімічний завод — у м. Дніпропетровську, трубний у м. Нікополі, нові шахти — в Криворізькому та Марганецькому басейнах. Все це в сотні разів збільшило потребу в інженерно-будівельних кадрах. Тому 23 березня 1930 р. Рада Народних Комісарів УРСР прийняла постанову про організацію вечірнього будівельного інституту на базі Катеринославського вечірнього робітничого будівельного технікуму. Саме цю дату прийнято вважати днем народження Дніпропетровського будівельного інституту. Інститут входив до структури Народного комісаріату важкої промисловості СРСР і фінансувався за рахунок його коштів. Він готував інженерів-будівельників із наданням двох кваліфікацій: інженера-конструктора будівельного виробництва та інженера з промислового і цивільного будівництва. У січні-лютому 1930 р. відбувся останній випуск інженерів Катеринославського вечірнього робітничого будівельного технікуму, а в травні випуск проведено вже від імені Катеринославського будівельного інституту. Наведена інформація підтверджує наступність інженерно-будівельної освіти у Катеринославі — Дніпропетровську: від Катеринославського політехнічного інституту до Катеринославського вечірнього робітничого будівельного технікуму та Дніпропетровського вечірнього будівельного інституту. На базі останнього в 1930 р. постав Дніпропетровський інженерно-будівельний інститут (ДІБІ).

### Дніпропетровський будівельний інститут (ДБІ, 1930—1935), Дніпропетровський інженерно-будівельний інститут (ДІБІ, 1935—1994), Придніпровська державна академія будівництва та архітектури (ПДАБА, з 1994р.)
1930–1940 рр. 12 червня 1930 р. Рада Народних Комісарів УРСР ухвалила рішення створити на базі вечірнього будівельного інституту Дніпропетровський будівельний інститут (ДБІ). При цьому зберігалося вечірнє відділення інституту та будівельний технікум. На стаціонарі встановили чотирирічний термін навчання.
Одночасно з роботою із набору викладацького складу першочерговим завданням керівництва було визначено організацію кафедр. У результаті наполегливої роботи вже восени 1930 р. сформовано 11 кафедр: математики, будівельної механіки, будівельних справ, геодезії, архітектури, залізобетонних конструкцій, графічних дисциплін, організації робіт, опалення та вентиляції, соціально-економічних наук, військову.
У 1931—1932 навч. роках, після реорганізації наявних і створення нових кафедр, в інституті почали діяти кафедри будівельних матеріалів, металевих і дерев'яних конструкцій, основ і фундаментів, теоретичної механіки. Станом на 1 вересня 1932 р. при кафедрах працювало 16 лабораторій та кабінетів. А вже на початок 1939—1940 навч. р. в інституті функціонувало 18 кафедр. В архівних документах 1930—1931 рр. йдеться про останній випуск студентів технікуму і, одночасно, випуск інженерів-будівельників новоутвореного інституту; запрошення викладачів інституту; організацію навчального процесу і, в той же час, будівництво власного приміщення на вул. Чернишевського, 24а. Багато труднощів успішно подолав колектив інституту під час будівництва головного корпусу. Як свідчать накази спочатку директора С. І. Мінделя, а потім — П. К. Вєтрова, з числа студентів створювалися бригади бетонників, мулярів, штукатурів, теслярів, які за розробленим графіком і відповідно до нього складеним розкладом занять працювали без відриву від навчання.
У 1931—1932 навч. роках діяло 11 кафедр. За денною формою навчання тривало чотири роки; працювало вечірнє відділення та будівельний технікум; підпорядковані інституту робітничі факультети готували до вступу в інститут робітничу та селянську молодь. У 1931 р. організовано аспірантуру. В 1934 р. було створено окремі факультети інституту — будівельний з двома спеціалізаціями та загальнотехнічний. У вересні 1935 р. навчальний заклад отримав нову назву — Дніпропетровський інженерно-будівельний інститут (ДІБІ). Цього ж року розпочато підготовку фахівців з організації та виробництва будівельних робіт, будівельних конструкцій, опалення, вентиляції та сантехніки, металевих конструкцій. У другій половині 1930-х рр., коли на будівництві почали з'являтися машини, виникла потреба у фахівцях з механізації будівельних робіт, тому в 1938 р.у ДІБІ було засновано механічний факультет. Вже на початок 1939 р. в інституті діяли 18 кафедр. В інституті опікувалися не лише професійним розвитком молоді: діяли гуртки, музичні колективи. З 1931 р. яскраве і захопливе інститутське життя висвітлювала газета «Будівельник». Розгортала свою діяльність бібліотека інституту. Тоді ж було створено спортивну базу інституту.
1941–1954 рр. Війна жорстко втрутилася в життя країни. Відбулися зміни й у діяльності інституту. Викладачі, які мали військову спеціальність, були мобілізовані до діючої армії. Навчальний корпус інституту переобладнано на евакогоспіталь № 1789. У серпні 1941 р., згідно з розпорядженням Головного управління навчальних закладів Наркомбуду СРСР, інститут евакуйовано до Новосибірська, де навчання студентів продовжувалося за скороченим терміном.
1 листопада 1943 р. інститут відновив свою роботу у звільненому Дніпропетровську й одразу оголосив набір студентів. Почалася відбудова інституту та міста викладачами і студентами, які поверталися з фронту.
Ядром професорсько-викладацького складу інституту наприкінці 40-х — на початку 50-х рр.були науковці, чиє професійне становлення відбулося ще до 1917 р. Серед них — професори Михайло Іванович Малишев, завідувач кафедри основ і фундаментів, Степан Проклович Гомеля, завідувач кафедри деталей машин. Саме в цей період формується той кадровий потенціал, який надалі сприяв підвищенню авторитету інституту. Викладацький колектив поповнила велика група випускників інституту, відмінників, учорашніх фронтовиків. Серед них — М. М. Писанко, Г. І. Луста, П. О. Гагарін, І. В. Галятовський, А. П. Серко та ін. Великий внесок у розвиток вищої інженерно-будівельної освіти зробили випускники Катеринославського політехнічного інституту, працюючи викладачами у Дніпропетровському інженерно-будівельному інституті. А саме: А. С. Фішман, який у 1937 р. захистив кандидатську дисертацію і працював асистентом (1930—1933), деканом будівельного факультету (1939) та доцентом кафедри будівельного виробництва (1933—1980); М. Г. Фішман, який працював доцентом кафедри архітектури (1931—1975); М. Р. Фельдман, який обіймав посади доцента та завідувача кафедри вищої математики і теоретичної механіки (1928—1975); Б. Ш. Дубовий, який за період з 1930 по 1975 р. був асистентом та доцентом кафедри будівельного виробництва, а з 1956 р. — завідувачем кафедри технології будівельного виробництва; І. Я. Білоцерківський, який працював з 1930 по 1975 р. асистентом та доцентом кафедри будівельної механіки.
1955–1965 рр. Колектив інституту активно відгукувався на вимоги часу, розвивався, оновлювався, експериментував. Майже 40 % викладачів мали наукові ступені та вчені звання. За обсягом науково-дослідних робіт ДІБІ посів провідне місце серед будівельних ВНЗ України. У 1960 р. почало працювати студентське проектно-конструкторське бюро (СПКБ). Головним завданням СПКБ стало зближення навчальних програм із практикою інженерної справи. З 1960 р. почали формуватися студентські будівельні загони, що працювали не тільки у Дніпропетровській області, але й у Сибіру, Казахстані.
1965–1975 рр. У 1964 р. ректором інституту став Павло Трохимович Резніченко — енергійний організатор, досвідчений педагог, дбайливий господарник. У цей час організовано два нові факультети — сільськогосподарського будівництва та архітектурний. Значно розширена й матеріально-технічна база інституту. У 1970—1971 рр. введені в експлуатацію новий навчальний корпус, плавальний басейн, п'ятиповерхова добудова до головного навчального корпусу.
1975–1985 рр. У 1980 р. в інституті працювало 37 кафедр, навчання проводили 530 викладачів, професорів та доцентів. Щорічно на перший курс приймали понад тисячу студентів. Тільки на факультетах денної форми навчання здобували освіту більше ніж п'ять тисяч студентів. Викладацький та студентський колектив зростав, інститут працював у дві зміни, потрібні були нові аудиторії, лабораторні приміщення. У 1981 р. розпочато будівництво 13-поверхового корпусу, який вже через два роки було введено в експлуатацію. Побудували також студентський клуб та три студентські гуртожитки (№ 5, № 6, № 7) (архітектор — О. Б. Петров). Розвивалися науково-практичні програми з найбільш важливих напрямів досліджень. Інститут став одним із провідних навчальних закладів України. Опирались на традиції своїх засновників всі директори, а потім і ректори Дніпропетровського будівельного інституту та Дніпропетровського інженерно-будівельного інституту. Завдяки їхньому організаторському та науковому таланту, великому внеску кожного з них у розвиток будівельної освіти ДІБІ перетворився на один із провідних вишів країни.
1987–2017 рр. Новий етап у діяльності інституту пов'язаний з ім'ям Володимира Івановича Большакова, обраного ректором у 1987 р. Розпочалася робота зі створення вчених рад із захисту докторських дисертацій, що відкрило нові можливості для підготовки викладачів вищої кваліфікації та цілеспрямованої підготовки докторів наук для інституту. З 1986 до 1990 р. понад 100 викладачів інституту захистили кандидатські та 17 — докторські дисертації. У 1990 р. для координації роботи над міжнародними проектами, організації програм співробітництва із закордонними асоціаціями та обміну студентами й аспірантами, вченими було створено міжнародний відділ. У 1992 р. розпочав роботу новий факультет — економічний, який набирав студентів на престижні економічні спеціальності. Найяскравішим доказом успішного розвитку вищої інженерно-будівельної освіти у Дніпропетровську було створення Придніпровської державної академії будівництва та архітектури на базі Дніпропетровського інженерно-будівельного інституту згідно з Постановою Кабінету Міністрів України № 244 від 20 квітня 1994 р. Цей статус здобули, вибороли та заслужили всі попередні покоління вчених, викладачів, аспірантів, студентів і співробітників, а наступні покоління будуть гордо нести його через роки, постійно підтверджуючи звання академії відмінним навчанням, натхненною працею, новими успіхами і творчими здобутками. Надання вищому навчальному закладу статусу академії свідчить про визнання його великого науково-педагогічного потенціалу, наявність переконливих перспектив, зростання й широких можливостей підготовки висококваліфікованих кадрів для будівельного комплексу України.
У 2018 р. ректором ПДАБА було обрано професора Миколу Савицького, який активно став на шлях реформування ПДАБА з метою підвищення її конурентноспроможності серед інших закладів вищої освіти в регіоні. Так, було ліквідовано три інститути, на їх базі створено Навчально-науковий інститут інноваційних освітніх технологій. Замість шести факультетів залишилось п'ять зі зміною назв. В академії здійснюється підготовка за 67 освітньо-професійними та освітньо-науковими програмами, ліцензовано 28 спеціальностей із 14 галузей знань. Вдосконалення освітньої діяльності академії відбувається відповідно до змін в системі вищої освіти України. За цих змін в рамках внутрішньої системи забезпечення якості освітньої діяльності та якості освіти підготовлені та затверджені Вченою радою низка Стандартів академії.
Підписано угоду про співробітництво із Спілкою наукових та інженерних об'єднань України. Спілка є членом Європейської федерації національних інженерних асоціацій (FEANI). Угода дає можливість співробітникам академії пройти сертифікацію та одержати європейський паспорт інженера. В рамках участі в асоціації ПДАБА долучилася до роботи EU BIM групи з впровадження БІМ технологій в країнах Європи. Підписано договір про співробітництво із міжнародною громадською організацією «Асоціація НООСФЕРА», яка займається розвитком наукових досліджень, інноваційних проектів та стартапів, зокрема, галузях ІТ-технологій та аерокосмічної техніки.
Академія стала членом Міжнародного енергетичного кластеру, який об'єднує ряд підприємств, що випускають та поставляють металоконструкції, енергетичне обладнання, виконують проектні і будівельні роботи, а також 3 партнерські наукові установи, що провадять свою діяльність у галузі будівництва та енергетики. Члени МЕК працюють над спільними проектами в Україні, Литві та інших країнах ЄС. Мета кластеру — сприяти підприємствам у співробітництві, розвивати партнерство та економічну діяльність, підвищувати конкурентоздатність учасників кластера, просувати їх на міжнародному рівні. Підписано угоду про науково-технічне співробітництво між ПДАБА та компанією ЮДК Газобетон, яка є найбільшим виробником автоклавного газобетону в Україні. Попереду — амбітні плани з розробки інноваційних метаматеріалів та акустичних кристалів на основі газобетону для захисту будівель від шуму, вібрацій, сейсмічних навантажень.
У 2019 році більше 75 % студентів академії разом із викладачами та молоддю міста взяли участь у пілотній програмі Центру «Розвиток корпоративної соціальної відповідальності» та Фонду ООН у галузі народонаселення Healthy Challenge 2019. Протягом квітня-травня було реалізовано більше 60 різноманітних міні-проєктів на тему здорового способу життя: фізична активність, раціональне харчування, ментальне та репродуктивне здоров'я. Учасники взяли участь у таких активностях: змагання і турніри з бадмінтону, плавання, міні-футболу, волейболу, баскетболу, фехтування та армреслінгу, настільного тенісу; заняття з йоги; забіги на малу та велику дистанцію та вело-марафони; зустрічі з цікавими експертами, зірками та тренінги і семінари в області здоров'я; конференції, лекції та круглі столи; концерти; екскурсії тощо. У фіналі програми 4 червня 2019 р. ініціативна група разом із студентами представили презентацію-звіт, за результатами якого команда академії посіла перше місце серед університетів і академій та отримала міні-грант у розмірі 30000 грн. на впровадження здорового способу життя та приз — комплект тренажерів TRX та напівсфер для фітнесу, які дозволили зробити дозвілля студентів ще більш здоровим.
Міжнародна діяльність ПДАБА. Виграно гранти Європейської комісії для міжнародного академічного обміну студентами й науковцями за програмою Erasmus: · Кільський університет (Велика Британія), Університет західної Аттики (Греція), Лодзинський технічний університет (Польща). У межах програми Erasmus надається фінансування для стажування за кордоном аспірантів, а також для поїздок за кордон і читання лекцій викладачами. Передбачено симетричні візити іноземних колег до нашої академії.
У 2019 році підписано нові договори про співпрацю із закордонними університетами: університет Ля Рошель (Франція); університет прикладних наук Мітвайда (Німеччина); Лодзинська гуманітарно-економічна академія (Польща). Продовжується робота над спільними грантами та/або програмами подвійного дипломування з 2 європейськими університетами: Технічний університет м. Аахен, Фрайберзька гірнича академія, університет прикладних наук Мітвайда (Німеччина); Університети Орлеан, Ля Рошель, Ле-Ман, Страсбург, Париж (Франція); Варшавський і Лодзинський технічні університети, Лодзинська гуманітарно-економічна академія (Польща); Словацький технологічний університет у Братиславі (Словаччина); Будапештський університет технологій та економіки (Угорщина); Ризький технічний університет (Латвія).
В академії відбувся міжнародний семінар із розвитку студентського самоврядування та громадянського суспільства, у якому взяли участь студенти Технічного університету м. Дрезден (TU Dresden), ПДАБА та Національної металургійної академії України. Впродовж трьох днів інтернаціональні студентські команди розробили креативні проекти, які стосувалися низки актуальних питань: ефективної організації студентського самоврядування, подолання корупції, розвитку комунікацій, інфраструктури, вирішенню проблем екології, розвитку благочинності тощо. Обрано кращі проекти, які запропоновані до практичного втілення. Захід проведено за фінансової підтримки німецької сторони. З нагоди семінару, академію відвідав канцлер (перший заступник ректора) TU Dresden доктор Андреас Хандчук. За результатами візиту досягнуто домовленостей про розвиток наукової співпраці ПДАБА та TU Dresden у галузі будівельного 3D-друку. Доктор Хандчук підтримав ідею створення у ПДАБА сучасної лабораторії 3D друку за допомогою німецької сторони.

## Факультети та кафедри

### Архітектурний факультет
Декан — проф. Челноков Олександр Васильович.
Спеціальність (освітня програма) : 191 Архітектура та містобудування (Архітектура та містобудування) — бакалавр, магістр.
Кафедри:
- Кафедра архітектури (завідувач кафедри — проф. Захаров Юрій Іванович);
- Кафедра основ архітектури (в. о. завідувача кафедри — доц. Зерова Анна Олегівна);
- Кафедра архітектурного проектування та містобудування (завідувач кафедри — доц. Невгомонний Григорій Ульянович);
- Кафедра дизайну та реконструкції архітектурного середовища (завідувач кафедри — доц. Харлан Олександр Вікторович);
- Кафедра нарисної геометрії і графіки (завідувач кафедри — доц. Сопільняк Артем Михайлович).

### Факультет інформаційних технологій та механічної інженерії
Декан — доц. Тютєрєв Ігор Анатолійович
Спеціальності (освітні програми): 151 Автоматизація та комп'ютерно-інтегровані технології (Автоматизація та комп'ютерно-інтегровані технології) — бакалавр, магістр; 274 Автомобільний транспорт (Автомобільний транспорт) — бакалавр, магістр; 133 Галузеве машинобудування (Підйомно-транспортні, дорожні, будівельні, меліоративні машини і обладнання) — бакалавр, магістр; 132 Матеріалознавство (Прикладне матеріалознавство) — бакалавр, магістр; 152 Метрологія та інформаційно-вимірювальна техніка (Метрологія та інформаційно-вимірювальна техніка) — бакалавр, магістр; 122 Комп'ютерні науки (Комп'ютерні науки) — бакалавр, магістр.
Кафедри:
- Кафедра матеріалознавства та обробки матеріалів (завідувач кафедри — проф. Лаухін Дмитро Вячеславович);
- Кафедра будівельних і дорожніх машин (завідувач кафедри — проф. Хмара Леонід Андрійович);
- Кафедра автоматизації та комп'ютерно-інтегрованих технологій (завідувач кафедри — доц. Ткачов Володимир Севастянович);
- Кафедра експлуатації та ремонту машин (в.о. завідувача кафедри — доц. Лиходій Олександр Сергійович);
- Кафедра комп'ютерних наук, інформаційних технологій та прикладної математики (завідувачка кафедри — д-р техн. наук, проф. Єршова Ніна Михайлівна).

### Будівельний факультет
Декан — проф. Білоконь Анатолій Іванович  
Спеціальності (освітні програми): 192 Будівництво та цивільна інженерія (Промислове та цивільне будівництво) — бакалавр, магістр;192 Будівництво та цивільна інженерія (Технологія будівельних конструкцій, виробів і матеріалів) — бакалавр, магістр; 192 Будівництво та цивільна інженерія (Автомобільні дороги і аеродроми) — бакалавр, магістр; 192 Будівництво та цивільна інженерія (Міське та комунальне господарство) — бакалавр, магістр; 124 Системний аналіз (Системний аналіз) — бакалавр; 192 Будівництво та цивільна інженерія (Енергоаудит та енергоефективність в будівництві) — магістр.
Кафедри:
- Кафедра інженерної геології та геотехніки (завідувач кафедри — проф. Сєдін Володимир Леонідович);
- Кафедра будівельної механіки та опору матеріалів (завідувач кафедри — доц. Панченко Сергій Павлович);
- Кафедра залізобетонних і кам'яних конструкцій (завідувачка кафедри — доц. Нікіфорова Тетяна Дмитрівна);
- Кафедра технології будівельного виробництва (завідувач кафедри — проф. Березюк Анатолій Миколайович);
- Кафедра планування і організації виробництва (завідувачка кафедри — проф. Кравчуновська Тетяна Сергіївна);
- Кафедра технології будівельних матеріалів, виробів та конструкцій (завідувач кафедри — доц. Шпирько Микола Васильович);
- Кафедра металевих, дерев'яних і пластмасових конструкцій (зав. — проф. Єгоров Євгеній  Аркадійович).

### Факультет цивільної інженерії та екології
Декан — доц. Петренко Анатолій Олегович
Спеціальності (освітні програми): 192 Будівництво та цивільна інженерія (Водопостачання та водовідведення) — бакалавр, магістр; 192 Будівництво та цивільна інженерія (Теплогазопостачання, вентиляція і кондиціювання) — бакалавр, магістр; 193 Геодезія та землеустрій (Землеустрій та кадастр) — бакалавр, магістр; 263 Цивільна безпека (Охорона праці) — бакалавр, магістр; 101 Екологія (Екологія) — бакалавр, магістр.
Кафедри:
- Кафедра безпеки життєдіяльності (завідувач кафедри — проф. Бєліков Анатолій Серафимович);
- Кафедра водопостачання, водовідведення і гідравліки (завідувачка кафедри — доц. Нагорна Олена Костянтинівна);
- Кафедра екології та охорони навколишнього середовища (завідувач кафедри — проф. Шматков Григорій Григорович);
- Кафедра опалення, вентиляції і якості повітряного середовища (в. о. завідувача кафедри –  доц. Голякова Ірина Віталіївна);
- Кафедра автомобільних доріг, геодезії та землеустрою (завідувач кафедри — проф. Кірічек Юрій Олександрович).

### Економічний факультет
Декан — доц. Фісуненко Павло Анатолійович
Спеціальності (освітні програми): 051 Економіка (HR-інжиніринг) — бакалавр; 071 Облік і оподаткування (Облік і оподаткування) — бакалавр, магістр; 072 Фінанси, банківська справа та страхування (Фінанси і кредит) — бакалавр, магістр; 073 Менеджмент (Менеджмент та адміністрування) — бакалавр, магістр; 073 Менеджмент (Логістика) — бакалавр, магістр; 073 Менеджмент (Проектний менеджмент) — магістр; 075 Маркетинг (Маркетинг) — бакалавр, магістр; 076 Підприємництво, торгівля та біржова діяльність (Економіка підприємства) — бакалавр, магістр; 076 Підприємництво, торгівля та біржова діяльність (Підприємницька діяльність та бізнес-аналітика) — бакалавр; 292 Міжнародні економічні відносини (Міжнародна економіка і бізнес) — магістр; 292 Міжнародні економічні відносини (Міжнародний туризм) — бакалавр.
Кафедри:
Кафедра фінансів, обліку та маркетингу (завідувач кафедри — доц. Чимшит Сергій Іванович);
Кафедра міжнародної економіки (завідувачка кафедри — проф. Орловська Юлія Валеріївна);
Кафедра економічної теорії та права (завідувачка кафедри — доц. Кобзар Надія Іванівна);
Кафедра менеджменту, управління проектами і логістики (завідувач кафедри — проф. Вечеров Валерій Тимофійович);
Кафедра економіки та підприємництва (завідувачка кафедри — проф. Поповиченко Ірина  Валеріївна).

### Навчально-науковий інститут інноваційних освітніх технологій (ННІІОТ)
Директор — доц. Петренко Віктор Олегович
Кафедри:
- Кафедра українознавства, документознавства та інформаційної діяльності (завідувачка кафедри — проф.  Євсєєва Галина Петрівна);
- Кафедра філософії (завідувач кафедри — доц. Білополий Віктор Васильович);
- Кафедра іноземних мов (завідувачка кафедри — доц. Токарєва Анастасія Вікторовна);
- Кафедра вищої математики (завідувач кафедри — проф. Тичинін Валентин Анатолійович);
- Кафедра фізики (завідувач кафедри — доц. Карасьов Геннадій Григорович);
- Кафедра фізичного виховання і спорту (завідувач кафедри — доц. Шиян Володимир Миколайович).

## Ректорат
- Ректор — д-р техн. наук, проф. Савицький Микола Васильович
- Проректор з наукової роботи – д-р техн. наук, проф. Данішевський Владислав Валентинович
- Проректор з науково-педагогічної, виховної та кадрової роботи – канд. техн. наук, доц. Іванцов Сергій Вікторович
- Проректор з науково-педагогічної та навчальної роботи – канд. техн. наук, доц. Папірник Руслан Богданович
- Проректор з науково-педагогічної роботи та розвитку – д-р техн. наук, проф. Заяць Євген Іванович
- Проректор з адміністративно-господарської роботи – Чернець Вячеслав Анатолійович

## Видатні вчені академії
- Андріанов Ігор Васильович
- Баташев Валентин Михайлович
- Бєліков Анатолій Серафимович
- Большаков Володимир Іванович
- Буданов Микола Опанасович
- Вечеров Валерій Тимофійович
- Внуков В'ячеслав Сергійович
- Гомелля Степан Проклович
- Данішевський Владислав Валентинович
- Дерев'янко Віктор Миколайович
- Дібров Геннадій Данилович
- Драгун Леонід Миколайович
- Дьогтєв Григорій Федорович
- Єгоров Євгеній Аркадійович
- Іродов В'ячеслав Федорович
- Кваша Едуард Миколайович
- Кірічек Юрій Олександрович
- Ковшов Геннадій Миколайович
- Кондурарь Володимир Трифонович
- Корєнєв Борис Григорович
- Красовський Василь Леонідович
- Кулябко Володимир Васильович
- Локшин Абрам Савелійович
- Мірошниченко Олександр Анатолійович
- Міхлін Юрій Володимирович
- Моргаєвський Анатолій Борисович
- Орловська Юлія Валеріївна
- Петров Олег Борисович
- Плєханов Анатолій Васильович
- Поліщук Сергій Зіновийович
- Притикін Лев Маркович
- Прокоф'єв Федір Іванович
- Прусаков Олександр Павлович
- Прядко Володимир Михайлович
- Пунагін Володимир Миколайович
- Ревський Сергій Борисович
- Розкін Михайло Якович
- Русскевич Микола Лукич
- Савицький Микола Васильович
- Савін Гурій Миколайович
- Самойлюк Євген Павлович
- Сєдін Володимир Леонідович
- Сільвестров Анатолій Васильович
- Тян Рево Борисович
- Ткач Дмитро Іванович
- Швець Віктор Борисович
- Шматков Григорій Григорович
- Шпирько Микола Васильович
- Яценко Євген Андрійович
- Яшунський Євген Борисович

## Науково-технічна бібліотека
Бібліотечний фонд галузевий, він нараховує понад 500 тис. примірників друку українською, російською, англійською, німецькою та іншими мовами, зокрема 483 000 книг, 36 500 періодичних видань (видання будівельної та архітектурної тематики зберігаються з 1930 року), 941 дисертація, 31 500 примірників художньої літератури, зберігається зібрання праць вчених Академії.